# NGC 4101
NGC 4101 est une galaxie spirale située dans la constellation de la Chevelure de Bérénice. NGC 4101 a été découverte par l'astronome germano-britannique William Herschel en 1785.

## Caractéristiques

### Distance
Sa vitesse par rapport au fond diffus cosmologique est de 6 641 ± 21 km/s, ce qui correspond à une distance de Hubble de 98,0 ± 6,9 Mpc (∼320 millions d'al).
À ce jour, une mesure non basée sur le décalage vers le rouge (redshift) donne une distance d'environ 105,000 Mpc (∼342 millions d'al). Cette valeur est tout juste à l'extérieur des valeurs de la distance de Hubble. Notons cependant que c'est avec la valeur moyenne des mesures indépendantes, lorsqu'elles existent, que la base de données NASA/IPAC calcule le diamètre d'une galaxie et qu'en conséquence le diamètre de NGC 4101 pourrait être d'environ 39,0 kpc (∼127 000 al) si on utilisait la distance de Hubble pour le calculer.

### Galaxie isolée
NGC 4101 est une galaxie du champ, c'est-à-dire qu'elle n'appartient pas à un amas ou un groupe et qu'elle est donc gravitationnellement isolée. Elle présente également des raies d'émission spectrale (Emission line galaxy).